# Крымский поход (1675)
Крымский поход Ивана Сирко — поход запорожского гетмана Ивана Сирко против Крымского ханства, завершившийся разгромом и бегством хана. Подробное описание событий составлено в летописи Самойла Величка.

## Ход событий
В июле 1675 г. Иван Сирко, вернувшись от гетмана Правобережья Петра Дорошенко на Запорожскую Сечь, организовал поддержанный всем войском поход на Крымское ханство в знак мести за всё совершённое крымскими татарами.
После трёх недель материальной и военной подготовки был организован поход продолжительностью в две недели. Собрав двадцатитысячное войско и избрав свою правую руку, Иван Сирко обошёл Перекоп и двинулся на юг, в степь, следя, чтобы татары, которые в нём бродили, не выследили его войско и не доложили в Крым.
Проникнув на территорию Крымского ханства через Сиваш, Иван Сирко с корпусом, который насчитывал 3-4 тысячи казаков, проник к середине полуострова по территории Гнилого моря без инициирования каких-либо боевых действий, ведь его целью была столица крымско-татарского государства — Бахчисарай, также промышленный центр страны.
Там он разделил войско на несколько корпусов, в каждом назначил командира и приказал беспощадно уничтожать Крымское ханство, разойдясь во все стороны, и вернуться через пять дней к Сивашскому проливу.
Узнав о присутствии казаков, крымский хан бежал в горы со своей свитой. Часть татар последовала его примеру, часть осталась в прочных укреплениях. По летописи Самойла Величка, большинство остальных татар было убито.
Позже часть казаков отправилась в притоки с добычей, тогда как другая, обманчиво размахивая татарскими флажками, отправилась за его головой.
Собрав войско из тех, кому удалось выжить, татарский правитель бросился в бой против Ивана Сирко. В жестокой битве погибло около 4 тыс. человек. Увидев позади казаков, которые размахивали ордынским флажками, не подозревающий ничего хан поверил в их помощь и смело двинулся в жестокую битву. Узнавший своих людей, атаман радушно вышел против врага. Неся тяжёлые потери в бою, обманутый хан тоже разглядел позади себя казаков и вместе с мурзами пустился в бегство как раз в направлении их движения. В результате несколько тысяч татар были убиты, такое же число захвачено. Хан также едва не попал в плен.
После победы казаки соединились в единую группу, отдохнули и отправились уже через Каланчак, Чёрную долину, Качкари и вышли из Крыма.

## Военная добыча и освобожденные христиане
Сообщается, что Чёрная долина была наполнена татарским скотом, в одной упряжке, с которыми шли сами татары. Было освобождено семь тысяч христиан и захвачено двадцать три тысячи мусульман.
Иван Сирко дал христианам выбор между возможностью идти на Русь и возможностью идти в Крым: четыре тысячи выбрали первое, три тысячи — второе. Мусульмане стали товаром, который должен был сам себя продать или быть отправленным в качестве холопов в Москву.